# Marco Stiepermann
Marco Stiepermann est un footballeur allemand né le 9 février 1991 à Dortmund. Il évolue au poste d'ailier au Wuppertaler SV.

## Biographie
Le 6 août 2017, il rejoint Norwich City.

## Statistiques
Dernière mise à jour le 2 février 2013
| Saison      | Club              | Pays      | Championnat | Coupes | Europe |
| ----------- | ----------------- | --------- | ----------- | ------ | ------ |
| 2009 - 2010 | Borussia Dortmund | Allemagne | 3 (1)       | 0 (0)  | -      |
| 2010 - 2011 | Borussia Dortmund | Allemagne | 4 (0)       | 0 (0)  | -      |
| 2011 - 2012 | Alemannia Aachen  | Allemagne | 21 (2)      | 1 (0)  | -      |
| 2012 - 2013 | Energie Cottbus   | Allemagne | 27 (2)      | 1 (0)  | -      |
| 2013 - 2014 | Energie Cottbus   | Allemagne | 29 (5)      | 2 (0)  | -      |

## Palmarès

### En club
- Champion d'Allemagne en 2011 avec le Borussia Dortmund

- Champion d'Allemagne en 2012 avec le Borussia Dortmund

- Champion d'Angleterre de D2 en 2019 et 2021 avec le Norwich City